# Peter Rolston
Pour les articles homonymes, voir Rolston.
Peter Carson Rolston (15 août 1937-10 avril 2007) est un homme politique canadien de la Colombie-Britannique. Il est député provincial néo-démocrate de la circonscription britanno-colombienne de Dewdney de 1972 à 1975,.

## Biographie
Ordonné ministre du culte en 1965, Rolston sert comme ministre de la St. Andrews United Church de Mission, Gold River, Tahsis, Zeballos, Kamloops, Delta,.
Il meurt d'un lymphome en novembre 2006.
Rolston est le petit-fils de la femme politique Tilly Rolston.